# Sericanthe
Sericanthe est un genre de plantes appartenant à la famille des Rubiaceae.
Genre

## Liste d'espèces
Selon Catalogue of Life (24 juillet 2017) :
- Sericanthe adamii (N.Hallé) Robbr.
- Sericanthe andongensis (Hiern) Robbr.
- Sericanthe auriculata (Keay) Robbr.
- Sericanthe burundensis Robbr.
- Sericanthe chevalieri (K.Krause) Robbr.
- Sericanthe gabonensis Sonké & Robbr.
- Sericanthe halleana Robbr.
- Sericanthe jacfelicis (N.Hallé) Robbr.
- Sericanthe leonardii (N.Hallé) Robbr.
- Sericanthe lowryana Sonké & Robbr.
- Sericanthe mpassa Sonké & Robbr.
- Sericanthe odoratissima (K.Schum.) Robbr.
- Sericanthe pellegrinii (N.Hallé) Robbr.
- Sericanthe petitii (N.Hallé) Robbr.
- Sericanthe rabia Sonké & Robbr.
- Sericanthe raynaliorum (N.Hallé) Robbr.
- Sericanthe roseoides (De Wild. & T.Durand) Robbr.
- Sericanthe suffruticosa (Hutch.) Robbr.
- Sericanthe testui (N.Hallé) Robbr.
- Sericanthe toupetou (Aubrév. & Pellegr.) Robbr.
- Sericanthe trilocularis (Scott-Elliot) Robbr.

Selon NCBI (24 juillet 2017) :
- Sericanthe andongensis
- Sericanthe auriculata
- Sericanthe jacfelicis
- Sericanthe odoratissima
- Sericanthe petitii
- Sericanthe suffruticosa

Selon The Plant List (24 juillet 2017) :
- Sericanthe adamii (N.Hallé) Robbr.
- Sericanthe andongensis (Hiern) Robbr.
- Sericanthe auriculata (Keay) Robbr.
- Sericanthe burundensis Robbr.
- Sericanthe chevalieri (K.Krause) Robbr.
- Sericanthe halleana Robbr.
- Sericanthe jacfelicis (N.Hallé) Robbr.
- Sericanthe leonardii (N.Hallé) Robbr.
- Sericanthe odoratissima (K.Schum.) Robbr.
- Sericanthe pellegrinii (N.Hallé) Robbr.
- Sericanthe petitii (N.Hallé) Robbr.
- Sericanthe raynaliorum (N.Hallé) Robbr.
- Sericanthe roseoides (De Wild. & T.Durand) Robbr.
- Sericanthe suffruticosa (Hutch.) Robbr.
- Sericanthe testui (N.Hallé) Robbr.
- Sericanthe toupetou (Aubrév. & Pellegr.) Robbr.
- Sericanthe trilocularis (Scott-Elliot) Robbr.

Selon Tropicos (24 juillet 2017) (Attention liste brute contenant possiblement des synonymes) :
- Sericanthe adamii (N. Hallé) Robbr.
- Sericanthe andongensis (Hiern) Robbr.
- Sericanthe assimilis Sond.
- Sericanthe auriculata (Keay) Robbr.
- Sericanthe burundensis Robbr.
- Sericanthe chevalieri (K. Krause) Robbr.
- Sericanthe gabonensis Sonké & Robbr.
- Sericanthe halleana Robbr.
- Sericanthe jacfelicis (N. Hallé) Robbr.
- Sericanthe leonardii Robbr.
- Sericanthe lowryana Sonké & Robbr.
- Sericanthe mpassa Sonké & Robbr.
- Sericanthe odoratissima (K. Schum.) Robbr.
- Sericanthe pellegrinii (N. Hallé) Robbr.
- Sericanthe petitii (N. Hallé) Robbr.
- Sericanthe rabia Sonké & Robbr.
- Sericanthe raynaliorum (N. Hallé) Robbr.
- Sericanthe roseoides (De Wild. & T. Durand) Robbr.
- Sericanthe suffruticosa (Hutch.) Robbr.
- Sericanthe testui (N. Hallé) Robbr.
- Sericanthe toupetou (Aubrév. & Pellegr.) Robbr.
- Sericanthe trilocularis (Scott-Elliot) Robbr.